# Palmer Canon
Brian Mailhot, meglio conosciuto con il ring name Palmer Canon (Portland, 12 agosto 1975), è un ex wrestler ed ex artista marziale misto statunitense di origini olandesi, noto per i suoi trascorsi nella World Wrestling Entertainment tra il 2005 e il 2006.

## Carriera

### Chaotic Wrestling (2000–2005)
Brian Mailhot fece il suo esordio nel mondo del wrestling professionistico nel marzo del 2000, combattendo nel circuito indipendente del Massachusetts; in quel periodo, esibendosi con il ring name Brian Black, fece coppia con Mark Bourne nella Chaotic Wrestling, dove vinse per due volte il CW Tag Team Championship.
Nel gennaio del 2004 si separò da Bourne e iniziò la sua carriera in singolo, conquistando il CW New England Championship in una Battle Royal a venti uomini. Il 18 marzo 2005 vinse il CW Heavyweight Championship contro Maverick Wild, ma fu costretto a rendere il titolo vacante poiché nel frattempo aveva firmato un contratto con la World Wrestling Entertainment.

### World Wrestling Entertainment (2005–2006)
Nel marzo del 2005 Brian Mailhot firmò un contratto con la World Wrestling Entertainment e fu inviato nel territorio di sviluppo della Deep South Wrestling.
Il 25 agosto 2005 debuttò nel roster principale della WWE con il personaggio di Palmer Canon, un rappresentante esecutivo dell'emittente UPN, e fu affiancato come consigliere al direttore generale di SmackDown, Theodore Long. Durante la sua permanenza a SmackDown, Mailhot fu percepito dal pubblico come heel poiché cercò lentamente di scavalcare il potere decisionale di Long per arrivare egli stesso a capo dello show e imporre il volere di UPN (kayfabe); a tal proposito, nominò Eddie Guerrero sfidante al World Heavyweight Championship di Batista, introdusse la categoria di peso dei midget e assunse alcuni lottatori dalla gimmick pittoresca tra i quali si ricordano il macabro The Boogeyman ed il pirata Paul Burchill.
Il 20 aprile 2006, durante un tour della WWE in Italia, Mailhot abbandonò un house-show a Firenze e prese un aereo per tornare negli Stati Uniti a causa delle continue angherie subìte da Chris Benoit e John "Bradshaw" Layfield; la settimana successiva chiese ed ottenne la risoluzione del contratto dalla WWE, lasciando la federazione di Stamford senza aver disputato neanche un match ufficiale.

### Circuito indipendente (2006–2010)
Dopo aver ottenuto la risoluzione del contratto dalla WWE, Brian Mailhot combatté alcuni match nella All Out Mayhem, federazione in cui vinse anche il titolo dei pesi massimi.
Il 20 novembre 2010, al termine di un match perso contro la leggenda Larry Zbyszko, annunciò il suo ritiro dal mondo del wrestling professionistico.

## Vita privata
Brian Mailhot aveva un fratello minore di nome Damian, morto nel giugno del 2005 a causa di un incidente stradale in moto.
Dopo il ritiro dal mondo del wrestling professionistico, Mailhot è diventato il direttore delle vendite presso un caseificio di Portland (Maine).

## Personaggio

### Mosse finali
- KO punch
- Reverse pumphandle STO

### Manager
- Theodore Long

### Soprannomi
- Big League
- P.C.

### Musiche d'ingresso
- MacMillitant di Rodney Mack

## Titoli e riconoscimenti
- All Out Mayhem
  - AOM Heavyweight Championship (1)
- All-Star Wrestling Association
  - AWA Heavyweight Championship (1)
  - AWA Tag Team Championship (1) – con Mark Bourne
- Chaotic Wrestling
  - CW Heavyweight Championship (1)
  - CW New England Championship (1)
  - CW Tag Team Championship (2) – con Mark Bourne